# Jair de Taumaturgo
Jair de Taumaturgo (Rio de Janeiro, 1920 - Rio de Janeiro, 4 de setembro de 1970) foi um radialista e apresentador de televisão brasileiro.

## Carreira
Foi um dos principais radialistas da Rádio Mayrink Veiga, onde tinha um programa chamado "Alô Brotos" que apresentava cantores jovens tocando rock. Por isso, é considerado muito importante para o desenvolvimento da Jovem Guarda - assim como Carlos Imperial que tinha um programa concorrente chamado "Brotos no 7". Ali e, posteriormente, apresentando o programa "Hoje é Dia de Rock", na TV Rio, conheceu diversos jovens cantores e grupos que se tornariam muito famosos nos anos seguintes, como: Renato e seus Blue Caps (nomeados por Jair), Roberto Carlos (a quem ajudou a construir sua persona de palco), Wilson Simonal, Erasmo Carlos e Gerson King Combo.
Sofreu um infarto agudo do miocárdio em agosto de 1970 e veio a falecer no dia 4 de setembro daquele ano.